# Gemeine Meerbrasse
Die Gemeine Meerbrasse (Pagrus pagrus), auch in der Einzahl häufig Gemeiner Meerbrassen genannt, ist ein Speisefisch aus der Familie der Meerbrassen (Sparidae), der im Ostatlantik und im Mittelmeer beheimatet ist.

## Merkmale
Die Gemeine Meerbrasse hat einen seitlich abgeflachten und hochrückigen Körper und erreicht eine Körperlänge bis 75 Zentimeter. Der Kopf besitzt eine spitze Schnauze mit endständigem Maul. Der Rücken und die Flanken sind silbrig bis lachsfarben, der Kopf etwas dunkler und bläulich schimmernd. Auf dem Rücken tragen vor allem Jungfische dunklere, häufig blaue Flecken. Die Spitzen der Schwanzflosse sind heller als die Flossenfärbung.
Die ungeteilte Rückenflosse besitzt 11 bis 13 harte Flossendornen und danach 9 bis 10 weiche, die Afterflosse 3 harte und 7 bis 8 weiche Flossenstrahlen. Die Bauchflossen sind brustständig.

## Verbreitung
Die Gemeine Meerbrasse lebt im Ostatlantik von den Britischen Inseln bis Nordafrika sowie im Mittelmeer und im Schwarzen Meer. Dabei ist sie auch in den Küstenbereichen der Kapverdischen Inseln und der Kanarischen Inseln anzutreffen. In der Nordsee kommt der Fisch vor, ist dort jedoch sehr selten.

## Lebensweise
Die Fische leben gesellig im Küstenbereich mit Wassertiefen von bis 200 Metern, vor allem auf Sandboden und seltener über Schlick, Felsen oder Seegraswiesen. Sie ernähren sich von kleinen Fischen und Wirbellosen, meist Kleinkrebsen.
Gemeine Meerbrassen sind wie andere Meerbrassen, darunter etwa die Rotbrasse (Pagellus erythrinus), so genannte proterogyne Zwitter. Das bedeutet, dass alle Fische als Weibchen geschlechtsreif werden und sich später in Männchen umwandeln. Die Laichzeit liegt gewöhnlich im Frühjahr.

## Systematik
Die Gemeine Meerbrasse ist eine von fünf Arten der Gattung Pagrus.

## Belege